# Parahalice mirabilis
Parahalice mirabilis är en kräftdjursart som beskrevs av Yakov Avadievich Birstein och Boris Stepanovich Vinogradov 1962. Parahalice mirabilis ingår i släktet Parahalice och familjen Pardaliscidae. Inga underarter finns listade i Catalogue of Life.